# Amy Irving
Amy Davis Irving (n. 10 septembrie 1953, Palo Alto, California, SUA) este o actriță americană. 

## Filmografie

### Film
| An   | Titlu                                  | Rol                   | Note |
| ---- | -------------------------------------- | --------------------- | --- |
| 1976 | Carrie                                 | Sue Snell             | |
| 1978 | The Fury                               | Gillian Bellaver      | |
| 1979 | Voices                                 | Rosemarie Lemon       | |
| 1980 | Honeysuckle Rose                       | Lily Ramsey           | Golden Raspberry Award for Worst Supporting Actress                                                               |
| 1980 | The Competition                        | Heidi Joan Schoonover | |
| 1983 | Yentl                                  | Hadass Vishkower      | Nominated—Academy Award for Best Supporting Actress Nominated—Golden Raspberry Award for Worst Supporting Actress |
| 1984 | Micki & Maude                          | Maude Salinger        | |
| 1987 | Rumpelstiltskin                        | Katie                 | |
| 1988 | Crossing Delancey                      | Isabelle Grossman     | Nominated—Golden Globe Award for Best Actress – Motion Picture Musical or Comedy                                  |
| 1990 | A Show of Force                        | Kate Melendez         | |
| 1991 | An American Tail: Fievel Goes West     | Miss Kitty (voice)    | |
| 1993 | Benefit of the Doubt                   | Karen Braswell        | |
| 1995 | Kleptomania                            | Diana Allen           | |
| 1995 | Call of the Wylie                      | Mel                   | Short film |
| 1996 | Carried Away                           | Rosealee Henson       | |
| 1996 | I'm Not Rappaport                      | Clara Gelber          | |
| 1997 | Deconstructing Harry                   | Jane                  | |
| 1998 | One Tough Cop                          | FBI Agent Jean Devlin | |
| 1999 | The Confession                         | Sarah Fertig          | |
| 1999 | The Rage: Carrie 2                     | Sue Snell             | |
| 1999 | Blue Ridge Fall                        | Ellie Perkins         | |
| 2000 | Bossa Nova                             | Mary Ann Simpson      | |
| 2000 | Traffic                                | Barbara Wakefield     | Screen Actors Guild Award for Outstanding Performance by a Cast in a Motion Picture                               |
| 2001 | Thirteen Conversations About One Thing | Patricia              | Florida Film Critics Circle Award for Best Cast                                                                   |
| 2002 | Tuck Everlasting                       | Mother Foster         | |
| 2005 | Hide and Seek                          | Alison Callaway       | |
| 2009 | Adam                                   | Rebecca Buchwald      | |

### Televiziune
| An        | Titlu                             | Rol                       | Note                                                                                           |
| --------- | --------------------------------- | ------------------------- | ---------------------------------------------------------------------------------------------- |
| 1975      | The Rookies                       | Cindy Mullins             | Episode: "Reading, Writing and Angel Dust"                                                     |
| 1975      | Police Woman                      | June Hummel               | Episode: "The Hit"                                                                             |
| 1975      | Happy Days                        | Olivia                    | Episode: "Tell It to the Marines"                                                              |
| 1976      | James Dean                        | Norma Jean                | Television movie                                                                               |
| 1976      | Dynasty                           | Amanda Blackwood          | Television movie                                                                               |
| 1976      | Panache                           | Anne                      | Television movie                                                                               |
| 1976–1977 | Once an Eagle                     | Emily Pawlfrey Massengale | 7 episodes                                                                                     |
| 1977      | I'm a Fool                        | Lucy                      | Television movie                                                                               |
| 1984      | The Far Pavilions                 | Anjuli                    | 3 episodes                                                                                     |
| 1985      | Great Performances                | Ellie Dunn                | Episode: "Heartbreak House"                                                                    |
| 1986      | Anastasia: The Mystery of Anna    | Anna Anderson             | Television movie Nominated—Golden Globe Award for Best Actress – Miniseries or Television Film |
| 1989      | Nightmare Classics                | The Governess             | Episode: "The Turn of the Screw"                                                               |
| 1998      | Stories from My Childhood         | Anastasia (voice)         | Episode: "Beauty and the Beast"                                                                |
| 1999      | Spin City                         | Lindsay Shaw              | Episode: "The Great Debate"                                                                    |
| 2001      | Law & Order: Special Victims Unit | Rebecca Ramsey            | Episode: "Repression"                                                                          |
| 2001      | American Masters                  | Voice of Novels           | Episode: "F. Scott Fitzgerald: Winter Dreams"                                                  |
| 2002–2005 | Alias                             | Emily Sloane              | 9 episodes                                                                                     |
| 2010      | House                             | Alice Tanner              | Episode: "Unwritten"                                                                           |
| 2013      | Zero Hour                         | Melanie Lynch             | 10 episodes                                                                                    |
| 2015      | The Good Wife                     | Phyllis Barsetto          | Episode: "Innocents"                                                                           |